# 武元甲
武元甲（越南语：／，越南語發音：[vɔ̌ˀ ŋʷīən jǎːp]；1911年8月25日—2013年10月4日），曾經化名為楊懷南，是越南共产党、越南民主共和国、越南社会主义共和国和越南人民军的主要缔造者和领导人之一。越南人民军大将，曾任越共中央政治局委员、中央军事委员会书记、越南政府副總理、越南國防部部長等職。指揮第一次印度支那戰爭和第二次印度支那戰爭的功臣，曾參與永安、底江、那產、奠邊府、新春、復活節攻勢等歷史性的戰役。被美国《时代》杂志称为「紅色拿破崙」。

## 生平
1911年出生廣平省地主家庭，父武光严（Võ Quang Nghiêm），母阮氏坚（Nguyễn Thị Kiên）。祖籍在廣平省麗水縣安舍村。1926年參加新越革命黨，1930年參加“反法國殖民統治”的學生運動被捕，遣返家鄉管制。後入河內大學歷史系學習，考取法學學士文憑，在私立昇龍中學當過歷史教師。在課餘時間，他熱衷於研究拿破崙的軍事戰術，也在《勞動報》、《消息報》、《我們的聲音報》上投稿，與長征發表“農民問題”的著作。

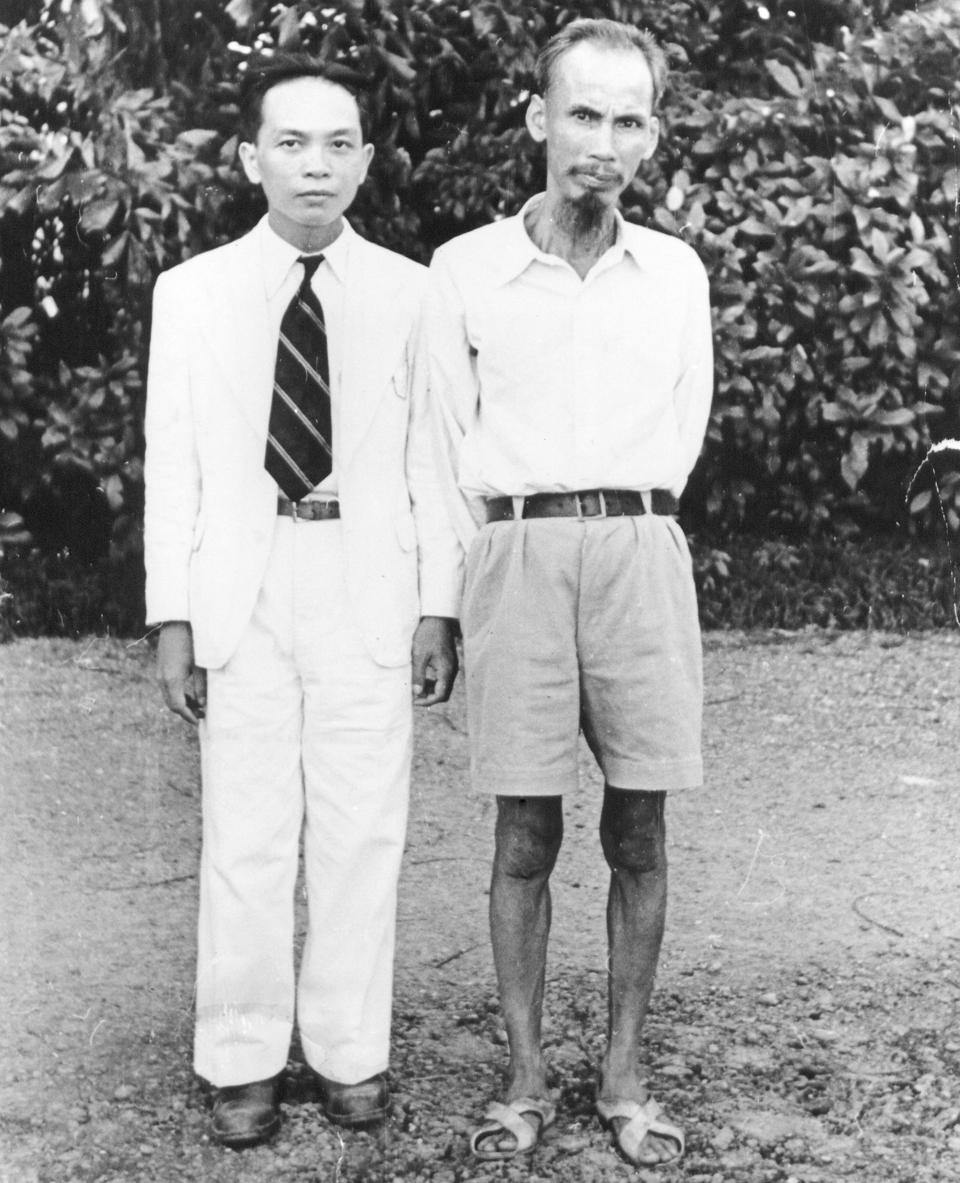
武元甲（左）與胡志明（右）合照

1938年，加入胡志明創立的印度支那共產黨。1939年，法屬印度支那政府宣布印度支那共產黨為非法政府，開始逮捕其中成員，武元甲與胡志明一同逃往中國，在廣西一帶活動。1941年5月，第一屆第八次中央會議在高平省原平縣的北坡林區舉行，決定成立越南獨立同盟會，簡稱越盟。武元甲負責越盟總部軍事委員會，在中國國民黨的資助與協助訓練下，建立軍隊，在越南進行游擊戰。1944年12月22日負責組織“越南解放軍宣傳隊”，三天後在高平省的費克和那銀首戰告捷，任北圻革命軍事委員會委員，越南解放軍總指揮。
1945年8月隨胡志明進駐河內，越南民主共和國成立後，任國防部部長。1946年12月19日，抗法戰爭爆發，任國家軍隊和民兵自衛隊總指揮。至1950年，武元甲已建立起一支包含4個步兵師的正規部隊，總兵力達1萬人。在越法戰爭前期取得優勢，但卻在法國名將塔西尼抵達後，在永安、帽溪、底江、義路等地屢戰屢敗，直到塔西尼因癌症回國後才重新取得優勢。1953年12月，集中4萬多人進攻奠邊府，共殲滅法軍1.6萬人，1954年法國不得不與越南簽訂《日內瓦停戰協議》，武元甲在歐美輿論界中獲得“奠邊府之虎”美譽。
《日內瓦停戰協議》生效之後，美國取代法國介入越南戰場，支持吳廷琰政權，企圖在1962年底以前平定越南。1968年美國在越南戰場兵力高達54萬人，同年1月底，北越發動了規模空前的“春節攻勢”。超過8萬北越軍隊和越共游擊隊對南越幾乎所有的大小城市發起了進攻，包括西貢都被攻擊，越共敢死隊並突襲美國駐西貢大使館。1969年，胡志明過世後，武元甲在越南政壇遭排擠，慢慢離開權力核心。11月美國空軍轟炸老撾境內胡志明小道。
1972年3月，武元甲動員了幾乎全部北越軍事力量，發動了更大規模的「復活節攻勢」（越方称「广治战役」），希望一舉擊敗南越軍。但在美軍強大的海空優勢下，北越的復活節攻勢以失敗告終，損失逾十萬人，武元甲因此被撤職，由文進勇接任越南解放軍總指揮。

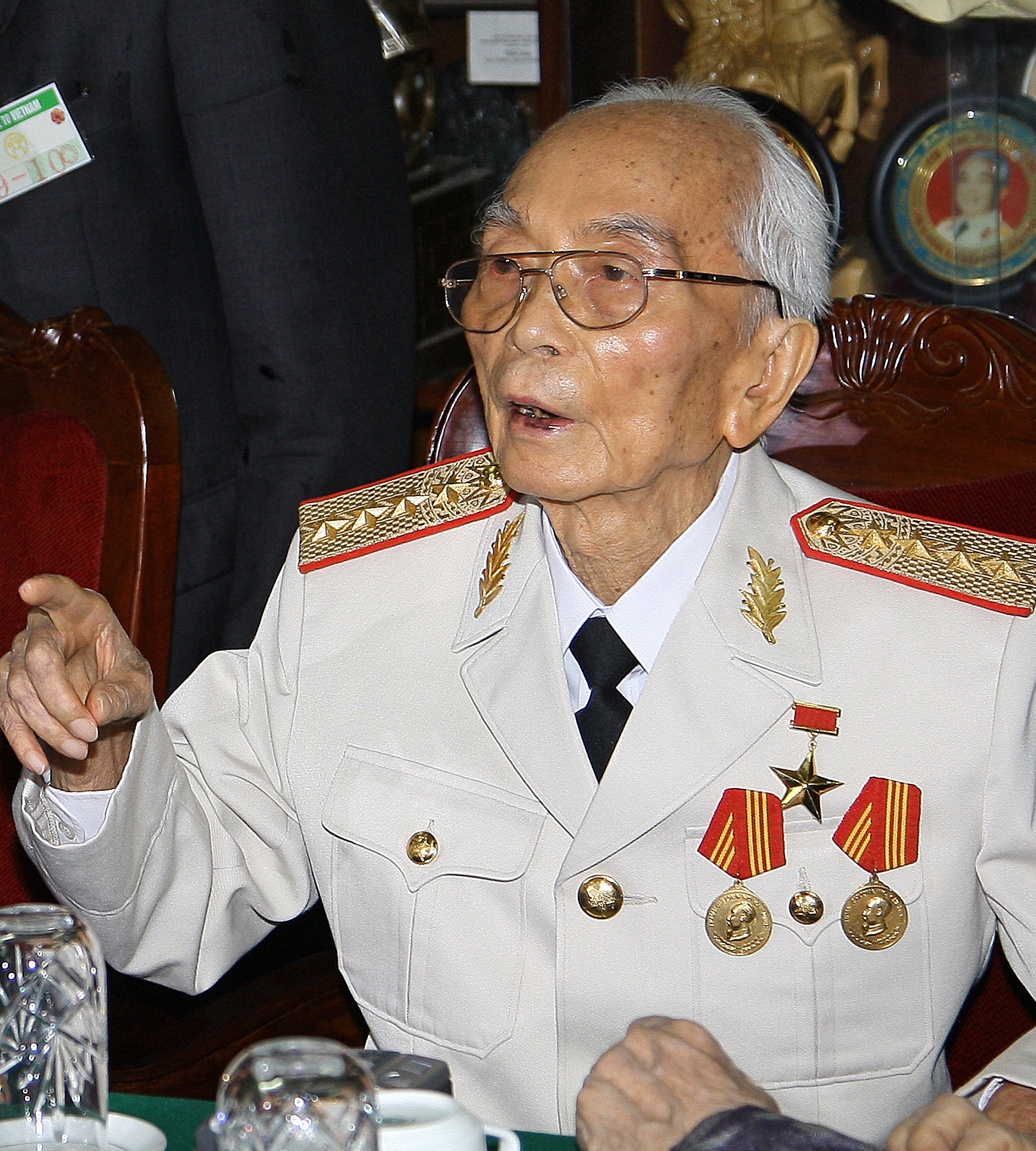
2008年的武元甲

復活節攻勢使美國意識到戰事已不可為，開始決定擺脫深陷日久的泥淖，1973年1月27日雙方簽署停戰協定，美軍開始全面撤退。1975年4月30日越南人民軍攻陷西貢，越南统一，史稱「430事件」。
1976年，武元甲成為越南政府副總理。
1979年，武元甲卸下國防部長職位，由文進勇接任。
1981年7月任部長會議副主席（副總理）。同年，離開越共中央政治局。
1991年，辭去越南副總理職位，離開政治領域。
在退休後，武元甲仍然受民間愛戴。曾反對中国公司在西原擴建一座鋁土礦，他也曾抗議政府計劃拆除河內著名歷史建築巴亭會堂，但是沒有得到越南政府的重視，越南政府仍按原定計划進行。
1990年，武元甲代表越南政府出席了在北京举办的亚运会。武元甲在北京期间会见中国领导人，为中越关系正常化作出了个人的努力。他也鼓勵越南與美國改善關係，在他的努力下，1995年越南與美國恢復外交關係。

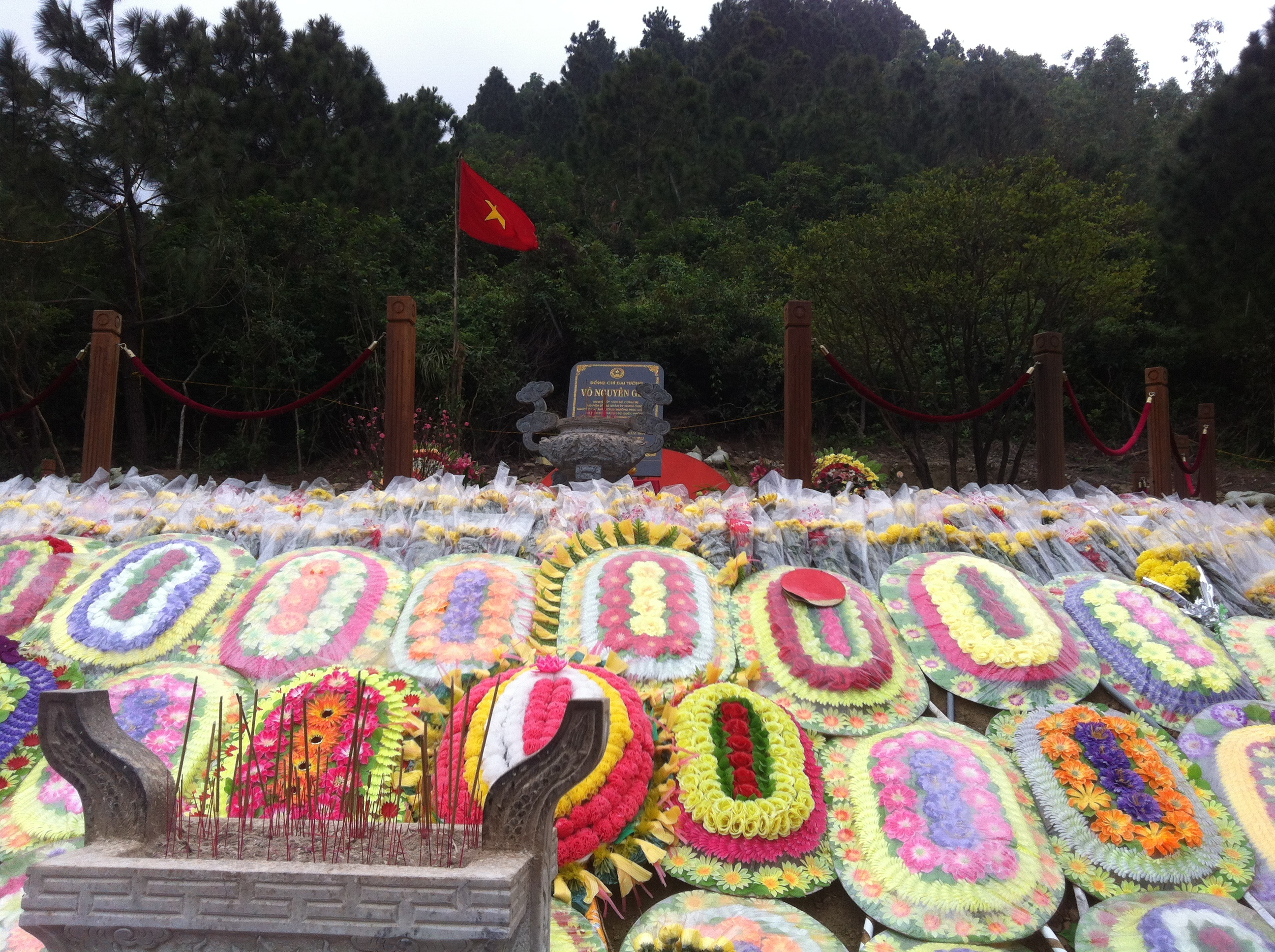
武元甲大將陵園

2013年10月4日，武元甲去世，享高壽103岁（足歲102歲）。

## 名言逸事
武元甲在抗法戰爭結束後說：“全世界每一分鐘都有成千上萬的人死亡，一百，一千，一萬，成千上萬的人的死亡，為了革命與國家的統一，即使他們是我們的同胞，也算不得什麼。”
2004年，對於美國與伊拉克的戰爭，武元甲對記者說：「任何想把他們的意願強加給另一個國家的人都注定失敗。」

## 著作
著有《奠邊府戰役》、《人民戰爭和人民軍隊》、《論游擊戰爭》等書。

### 引用
1. ↑  . 時代雜誌. 1966-06-17  [2009-04-06]. （原始内容存档于2013-08-27） （英语）.
2. ↑  James H. Willbanks. . Columbia University Press. 2008: 34–36  [2013-10-07]. ISBN 978-0-231-12841-4. （原始内容存档于2014-04-09）.（英文）
3. ↑  ONLINE, TUOI TRE. . TUOI TRE ONLINE. 2014-10-17  [2022-05-06]. （原始内容存档于2022-05-03） （越南语）.
4. ↑  .   [2013-10-04]. （原始内容存档于2021-03-19）.
5. ↑  . 紐約時報. 2013年10月4日  [2013年10月8日]. （原始内容存档于2021年3月19日）.（英文）
6. ↑  薛鵬. . 鳳凰網. 2013年10月6日  [2013年10月8日]. （原始内容存档于2019年6月5日）.
7. ↑  Chris Brummitt; Margie Mason. . 哈芬登郵報. 2013年10月4日  [2013年10月18日]. （原始内容存档于2016年3月8日）. Any forces that wish to impose their will on other nations will certainly face failure.（英文）

### 书籍
- 塞西爾·柯瑞 著，朱立熙 譯，《勝利，不惜一切代價——二十世紀軍事奇才武元甲傳》，台北：商周，1999。